# Dianthus gyspergerae
Dianthus gyspergerae là loài thực vật có hoa thuộc họ Cẩm chướng. Loài này được Rouy mô tả khoa học đầu tiên năm 1903.